# بوينغ سي إتش-47 شينوك
بوينغ سي إتش-47 شينوك (بالإنجليزية: Boeing CH-47 Chinook)‏ هي مروحية عسكرية من تصميم شركة بوينغ. دخلت الخدمة في الجيش الأمريكي عام 1962. سرعتها القصوى 170 عقدة (196 ميل/ساعة,315 كلم/ساعة)

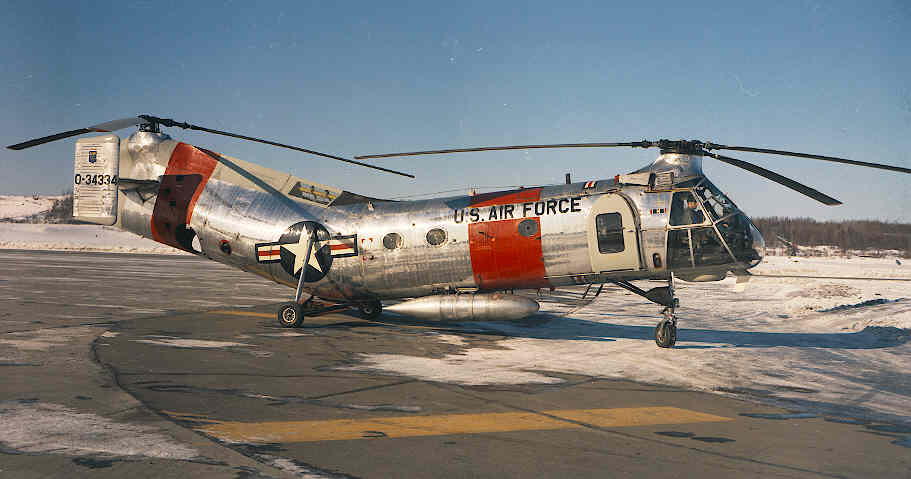
مروحية مترادفة الدوارات

دوارات مترادفة (بالإنجليزية: Tandem rotor)‏ وأحيانا تسمى دوار مزدوج، وهو نوع من المروحيات يكون لديها دواران أفقيان، بدلا من نظام دوار رئيسي ودوار خلفي أصغر.
المعروف بأن المروحية ذات الدوار رئيسي تحتاج إلى دوار خلفي صغير ليعادل عزم الحركة الملتوي الناتج من الدوار الرئيسي. أما مروحية ذات الدوار المترادف فتستخدم دوارات متعاكسة الدوران، فكل دوار يلغي عزم دوران الآخر. فريش تلك الدوارات لن تصطدم ببعضها البعض في حالة دخولها طريق الأخرى.
من مميزات هذا التشكيل بماأن لديه مجموعتين من الريش أنه قادر على حمل وزن أكثر مع ريش أقصر طولا. بالإضافة إلى أن الطاقة المستخدمة من المحرك فتستخدم كلها للرفع، بينما المروحية ذات الدوار المفرد فتستخدم جزءا من طاقتها ليعاكس عزم الدوران من خلال الدوار الخلفي. لهذا السبب فالمروحيات ذات الدوارات المترادفة تكون من أقوى المروحيات وأسرعها، ومثال على ذلك طائرة شينوك وتعتبر من أسرع المروحيات التي لا تزال بالخدمة على الإطلاق.

## المشغلون
- الأرجنتين (سابقًا)
- أستراليا
- كندا
- مصر

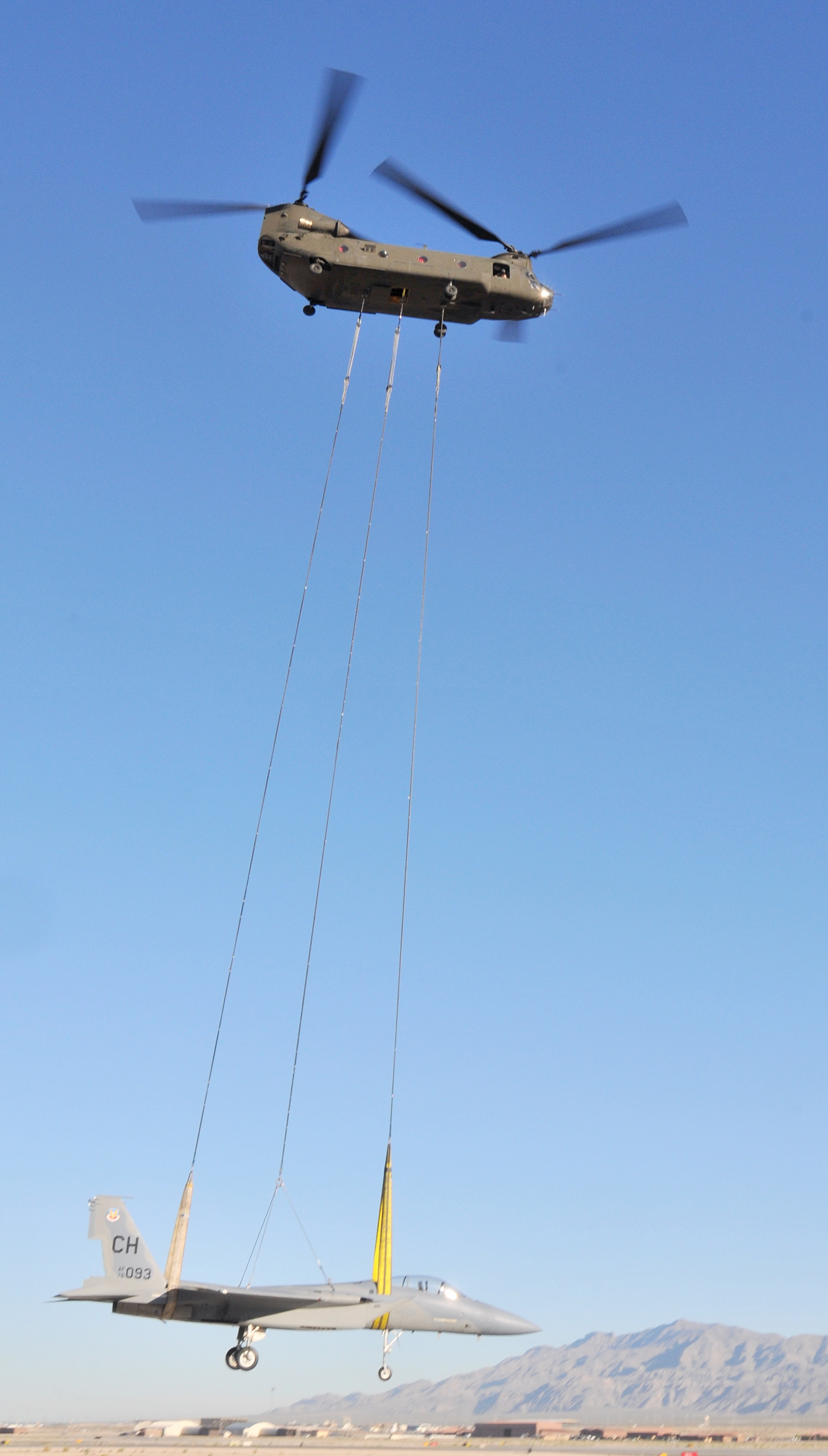
A CH-47 lifts an F-15 to a training installation at Creech Air Force Base

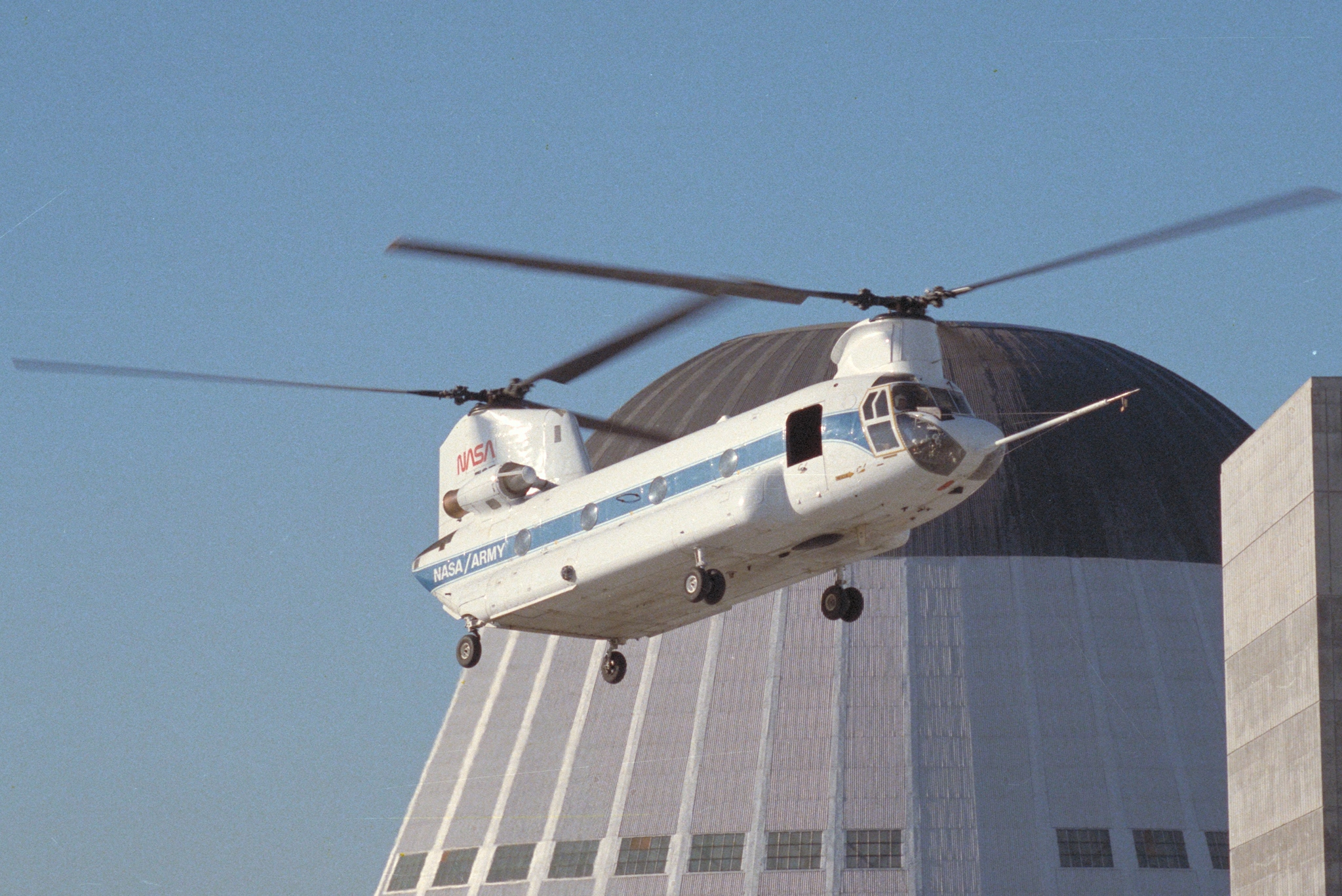
ناسا CH-47B used as an in-flight simulator at. It was formerly used by the U.S. Army, under number 66-19138.

- اليونان —31 في الخدمة، و5 تحت الطلب اعتبارًا من مايو 2017[5]
- الهند — 15 تحت الطلب[6][7]
- إيران
- إيطاليا
- اليابان
- ليبيا
- المغرب
- هولندا — 17 طائرة في الخدمة، و14 أخرى قيد الطلب لتحل محل الأسطول القديم جزئيًا، ليصبح المجموع 20 طائرة في الخدمة بحلول عام 2020[8]
- عُمان
- جمهورية الصين (تايوان)
- كوريا الجنوبية
- السعودية
- سنغافورة
- فيتنام الجنوبية (سابقًا)
- إسبانيا
- تايلاند
- تركيا (6-2016)[9]
- المملكة المتحدة - انظر بوينغ شينوك
- الإمارات العربية المتحدة
- الولايات المتحدة
- فيتنام (سابقًا)